# Ādolfs Bļodnieks
Ādolfs Bļodnieks (ur. 24 lipca 1889 w Tukumie w Kurlandii, zm. 21 marca 1962 w Nowym Jorku) – łotewski polityk, premier w latach 1933–1934, działacz emigracyjny w USA. 

## Życiorys
Urodził się w rodzinie kolejarskiej. Po ukończeniu szkoły handlowej w rodzinnym Tukumie kształcił się w gimnazjum realnym w Kursku. Po 1910 podjął studia handlowe na Politechnice Ryskiej. W 1905 brał udział w wypadkach rewolucyjnych w Tukumie. 
W czasie I wojny światowej walczył w rosyjskim lotnictwie. Po rewolucji bolszewickiej został członkiem Rady Delegatów Robotniczych i Żołnierskich w Piotrogrodzie. Dość szybko wycofał się jednak z działalności komunistycznej, angażując się po stronie Związku Obrony Ojczyzny i Wolności Borysa Sawinkowa. 
Jesienią 1918 znalazł się wśród członków Łotewskiej Rady Narodowej (Latvijas Tautas padome), która 18 listopada 1918 ogłosiła niepodległość kraju. W 1919 podjął pracę w Ministerstwie Finansów (jako dyrektor jednego z departamentów). Posłował również do Zgromadzenia Ustawodawczego (1920–1922), następnie był posłem Sejmu II, III i IV kadencji (1925–1934). Reprezentował Partię Nowych Gospodarzy i Małorolnych (Jaunsaimnieku un Sīkgruntnieku partija), którą założył w 1924. 
Od grudnia 1923 do listopada 1931 sprawował funkcję członka rady Banku Łotewskiego, a przez kolejne dwa lata był jego wiceprezesem. Był redaktorem pism "Jaunā Latvija" (1921–1922) i "Latvija" (1922–1934). 24 marca 1933 został powołany przez prezydenta na szefa rządu. Niecały rok później został w tej funkcji zastąpiony przez Kārlisa Ulmanisa. 
Został odznaczony Orderem Trzech Gwiazd II klasy (1933), a także m.in. estońskim Orderem Krzyża Orła I klasy (1933). 
Po 1945 przebywał na emigracji w USA, gdzie wydał m.in. książkę "The undefeated nation" (Nepieveiktā nācija, 1960). Był redaktorem pisma "Latvijas Brīvībai" (1952–1955). Był przewodniczącym Komitetu Wyzwolenia Łotwy (1956–1962). 